# Файно (гурт)
Фа́йно (також Fayno) — український рок-гурт, створений у 2003 році гітаристом Мар'яном Приступою. Лідером гурту є вокалістка Ольга Корнійчук.

## Історія
Після довготривалого кастингу місце вокаліста зайняла Ольга Корнійчук.
За 2004–2005 роки було створено більше 30 композицій, більшість з яких гурт виконує на концертах. Також 8 пісень було записано на різних студіях України, кілька з них: «Вечір», «Сонця в калюжах», «Саночки» потрапили в ефіри радіостанцій.
Група виконує власні композиції на вірші відомих українських поетів: Грицька Чубая, Юрія Покальчука, Назара Гончара, Андрія Любка та інших, а також кавер-версії відомих світових хітів.
Група закінчила та видала дебютний альбом «І та любов».

### Колишні учасники
Орест Смішко — бас

Софія Сливка — вокал

Андрій Пришляк — клавішні

Олег Думанський — бас

Роман Бардун — клавішні

Денис Тихонов — клавішні

Андрій Войтюк — ударні

## Творчість

### Альбоми
- Demo[1][неавторитетне джерело] (2004)

#### І та любов…
І та любов… — дебютний альбом гурту. Альбом вийшов у 2006 році. До альбому увійшли 11 композицій, музика більшості з яких покладена на вірші відомих поетів та письменників. До пісень «І та любов» (2006) та «Made in China» (2012) були відзняті відео. У 2007 році був представлений відеокліп до пісні «Осінь», але дана пісня не входить до альбому «І та любов …», оскільки увійшла до альбому «Ознаки життя».

##### Список пісень
1. Трамвай
2. Вовчі ягоди (слова: Ю. Бурковська, «Файно»)
3. Made in China (На весіллі грає музика)
4. Хмари
5. І та любов (слова: К. Москалець)
6. Гамлету (слова: Н. Гончар)
7. Безсоння (слова: О. Корнійчук)
8. Сонця в калюжах (слова: Г. Чубай)
9. Файно (слова: О. Корнійчук)
10. Не в небо (слова: В. Дячук, «Файно»)
11. Проникаю (слова: Ю. Покальчук)

#### Ознаки життя
«Ознаки життя» — другий студійний альбом гурту. Виданий 31 травня 2013 у Львівській копальні кави. Запис альбому відбувався з 2007 по 2012 рік. Запис та видання відбувалися з лейблом «Липки звукозапис» (з яким співпрацювали колективи: Антитіла, С.К.А.Й.,Гайдамаки, Бумбокс). До пісні увійшли 16 композицій (серед них авторські пісні. а також пісні, покладені на вірші Юлії Бурковської та Андрія Любки), 4 сингли та три відеокліпи.

##### Учасники запису
- Мар'ян Приступа — гітара
- Ольга Корнійчук — вокал
- Павло Пащенко — бас-гітара
- Денис Тихонов — клавішні
- Андрій Войтюк — барабани, бек-вокал

##### Список композицій
- 1. Ознаки життя (04:02)
- 2. …в п'ятницю зранку (04:46)
- 3. Тиждень без тебе (04:00)
- 4. Дай я… (04:43)
- 5. Паранноя (03:22)
- 6. Зима (03:36)
- 7. Просто танцюєм (03:49)
- 8. Єва (04:25)
- 9. OLP (весна) (03:14)
- 10. Пляма (03:26)
- 11. 2 мамас (03:44)
- 12. Осінь (03:24)
- 13. 12 гравець (03:27)
- 14. Весела коляда (02:30)
- 15. Новий день (04:59)
- 16. АМОН-РА (03:31)

##### Кліпи
- 2007 «Осінь»
- 2008 «Зима»
- 2012 «12-й гравець»

### Сингли
| Рік  | Назва                                       | Альбом        |
| ---- | ------------------------------------------- | ------------- |
| 2006 | «Made In China»                             | І та любов... |
| 2006 | «Панк»                                      | окремок       |
| 2007 | «Осінь»                                     | сингл         |
| 2008 | «Єва»                                       | сингл         |
| 2008 | «Зима»                                      | сингл         |
| 2012 | «12-й гравець»                              | сингл         |
| 2013 | «В п'ятницю зранку» (на вірші Андрія Любка) | сингл         |

#### Made in China
Made in China (зроблено в Китаї) — сингл гурту Файно з дебютного альбому І та любов… 2006 року. Пісня вперше потрапила до українських радіостанцій 2006 року, але згодом її було перезаписано 2012 року.

##### Відеокліп
Відео було відзнято 27 жовтня 2012 року та в листопаді представлено на YouTube. Події відбуваються на весіллі в одному з українських сіл, на яке запрошено гурт «Файно». Протягом відео показано наречених та гостей, що святкують весілля. Також в середині відео з'являються два чоловіка з Китаю, яких також запрошено на свято. Наприкінці показано «за звичаєм» вкрадене взуття у нареченої, що виготовлене в Китаї з написом «Made in China».

#### Осінь
«Осінь» — пісня гурту «Файно», записана 2007 року на вірші поетеси Юлії Бурковської. Як сингл було видано наприкінці 2007.
До пісні був відзнятий відеокліп, презентація якого відбулася в день презентації синглу у Львові. За жанром пісню можна віднести до поп-року, змішаного з рисами неординарного фолк-панку. Однак менеджер гурту Орест Смішко назвав стиль композиції «танцювальним поп-роком».

##### Відеокліп
Відео на цю композицію було відзнято у вересні 2007 року. Режисер — Михайло Абанін.
|                          | Дія відбувається в лісі, мешканці якого: заєць, гном воюють за прихильність Осені. Вона ж, натомість, ніяк не може визначитися у своїх уподобаннях між Бабиним літом і Дідом Морозом. «Одним словом – це веселий і жартівливий кліп про серйозні почуття» |
| — Орест Смішко про сингл | |

.

#### 12 гравець
«12 гравець» — авторська пісня гурту Файно, присвячена Євро-2012. Як сингл було видано 21 квітня 2012 року.
До пісні був відзнятий відеокліп. За текстом пісні саме «Дух Перемоги» і є тим 12 гравцем, котрий веде команду до кінця, до перемоги. Варто лише його почути.

##### Відеокліп
У квітні 2012 року на сайті YouTube було представлено кліп до пісні «12 гравець». На відео показано учасників гурту, що грають на одному з стадіонів спортивних секцій. Поруч відбувається матч між дитячими командами з футболу. Відео також переплітається з чорно-білими кадрами світового футболу. Як вболівальників показано чотирьох дітлахів, що на лаві підтримують свою команду.

#### В п'ятницю зранку
«В п'ятницю зранку» — сингл гурту Файно, записаний на слова українського поета Андрія Любки. Виданий на початку 2013 року. У листопаді 2012 гурт Файно оголосив про вихід наприкінці року нового альбому під назвою «Ознаки життя», до якого має увійти дана пісня.

##### Текст пісні
Текст пісні вміщає в себе вірш Андрія Любки «Чорні янголи твого імені» зі збірки «Перед вибухом поцілуємося». У пісні розповідається від імені жінки про коханого чоловіка, який вийшов із в'язниці «у п'ятницю зранку», і якого вона пізніше вбиває. Жінка постає талановитою поетесою, що пише вірші про свого чоловіка і має талан, що «не можна пропити». Наприкінці поетеса виявляється хворою на СНІД.

### Кліпи
| Рік  | Назва         |
| ---- | ------------- |
| 2006 | І та любов    |
| 2007 | Осінь         |
| 2008 | Зима          |
| 2012 | 12-й гравець  |
| 2012 | Made in China |